# Pandur Evolution
Der Pandur Evolution ist ein in Österreich entwickelter Transportpanzer und eine Weiterentwicklung des Pandur. Im österreichischen Bundesheer wird das Fahrzeug auch als MTPz "Pandur Evo" bezeichnet. Der Pandur Evolution ist bewaffnet mit einem 12,7-mm-Maschinengewehr und bietet den Insassen Schutz vor Splittern, Minen sowie Beschuss durch Infanteriewaffen.

## Beschreibung
Der Pandur Evolution wurde im Jahr 2019 von General Dynamics European Land Systems entwickelt und wird in Wien produziert. Neben der Besatzung bestehend aus Fahrer, Richtschütze und Kommandant können acht voll ausgerüstete Infanteristen mit dem Fahrzeug transportiert werden. Das Fahrzeug ist etwa 19 Tonnen schwer, wird von einem 8,9 Liter Cummins ISLe 450 6-Zylinder-Dieselmotor mit 455 PS Leistung über ein ZF 6-Gang-Automatikgetriebe angetrieben und erreicht eine Höchstgeschwindigkeit von bis zu 118 km/h auf der Straße sowie bis zu 82 km/h im Gelände. Durch die Abmessungen von 6,7 m Länge, 2,6 m Breite und 2,2 m Höhe ist nach der Demontage der Waffenstation der Lufttransport in einer Lockheed C-130 möglich, das Fahrzeug ist allerdings nicht schwimmfähig. Die Panzerung des Pandur Evolution erfüllt die Schutzklasse Level 3 der Norm STANAG 4569.

## Weiterentwicklungen
Im Februar 2024 wurde die Option zur Ausrüstung mit dem Flugabwehrsystem Skyranger bekanntgegeben. Das System wird als drehbarer Turm auf dem Fahrzeug installiert. Darin enthalten sind eine 30-mm-Revolverkanone, ein Such- und Leitradar sowie Mistral-3-Flugabwehrraketen.

## Nutzer
- Österreich – 100 Fahrzeuge wurden bestellt, davon wurden bis Ende 2023 bereits 64 Stück ausgeliefert. Die Auslieferung der restlichen 36 Stück soll bis Ende 2025 folgen. Am 19. Februar 2024 wurde seitens des Verteidigungsministeriums bei GDELS der Vertrag für eine Bestellung weiterer 225 Radpanzer Pandur Evolution im Wert von 1,8 Milliarden Euro unterzeichnet.[4] 36 Fahrzeuge sollen ab 2026 mit dem Skyranger-System ausgestattet werden.[3][5]